# Martin Heinrich Klaproth
Martin Heinrich Klaproth (Wernigerode, Brandenburg, 1. prosinca 1743. – Berlin, 1. siječnja 1817.), njemački liječnik i kemičar. Prvi profesor kemije na novoosnovanom Berlinskom sveučilištu (1810.). Jedan od vodećih kemičara svojega doba koji je među prvima izvan Francuske podržao Lavoisierovo antiflogistonsko naučavanje. Otkrio je uranij, cirkonij i titanij i opisao ih kao kemijske elemente, iako ih nije dobio u čistom, metalnom stanju. Sudjelovao u otkrićima stroncija, telurija, kroma i cerija.

## Doprinosi

### Uranij
Uranij je radioaktivni kemijski element iz skupine aktinoida (atomski broj 92, relativna atomska masa 238,029). Uranijeva izotopna smjesa sadrži tri prirodna radioizotopa: 234U, 235U i 238U, od kojih je posljednji najobilniji (99,283%) i s najduljim vremenom poluraspada (4,46 ∙ 109 godina), a posljednja dva izotopa početni su članovi dvaju prirodnih uranijevih radioaktivnih raspadnih nizova. Uranij je metal, u čistom stanju sjajan poput srebra, gust, talište 1135 °C, gustoća 19,05 g/cm³. Uranij je jedini kemijski element u prirodi u kojem se pod određenim uvjetima može zbivati nuklearna lančana reakcija. Otkrio ga je 1789. M. H. Klaproth, a u metalnom stanju prvi je put dobiven 1841. Po zastupljenosti u Zemljinoj kori uranij se ubraja u obilnije elemente; ima ga više nego na primjer srebra, joda, kadmija ili žive, ali u malim koncentracijama. 
Dobivanje uranija iz uraninita počinje raščinjanjem rude otopinom sode ili sumpornom kiselinom. Dobivena se otopina obrađuje ionskom izmjenom ili ekstrakcijom, pri čem se odvajaju uranil sulfat i kompleksni uranil karbonat. Iz njihove otopine taloženjem magnezijevim oksidom ili natrijevim hidroksidom nastaje uranat, teškotopljivi koncentrat, takozvani žuti kolač, koji sadrži 70 do 90% uranijeva oksida U3O8. Kako koncentrat nije dovoljno čist, otapa se u dušičnoj kiselini i dobiva se uranil nitrat, koji se nakon ekstrakcije, uparivanja i žarenja prevodi u oksid UO3, reducira u UO2 i prevodi u tetrafluorid, UF4, iz kojega se konačno redukcijom magnezijem ili kalcijem dobiva metalni uranij.
Uranij se ponajprije primjenjuje kao nuklearno gorivo, to jest kao fisibilan materijal koji se u kontroliranoj lančanoj reakciji raspada uz oslobađanje golemih količina energije, a ključna je komponenta i pri izradbi nuklearnog oružja. Zbog vrlo malog udjela fisibilnog izotopa 235U u prirodnom uraniju, otežano je održavanje lančane reakcije te je potrebno povećati njegov udjel u izotopnoj smjesi. Taj se postupak naziva obogaćivanje, a dobiveni je proizvod obogaćeni uranij. Uranij koji zaostaje nakon obogaćivanja (osiromašeni uranij) rabi se, zbog svoje velike gustoće, i u druge svrhe, na primjer za zaštitu od ionizirajućega zračenja, kao dodatak različitim vrstama streljiva, kao materijal za uravnoteženje u gradnji zrakoplova i slično. Prije se uranij mnogo rabio za bojenje stakla i keramike, a u manjem opsegu i u fotografiji.

### Cirkonij
Cirkonij je kemijski element (atomski broj 40, relativna atomska masa 91,22), srebrnobijeli metal tališta oko 1850 °C, gustoće 6,5 g/cm³. Primjenjuje se za uklanjanje tragova kisika i dušika iz čelika, a u malim količinama dodaje se slitinama za povećavanje njihove otpornosti i tvrdoće, služi i za gradnju kemijskih aparatura, u medicini, pirotehnici i drugo. Zbog vrlo male apsorpcije sporih neutrona, otpornosti prema koroziji i razmjerno visokoga tališta, cirkonij se mnogo rabi u nuklearnoj tehnici za izradbu posuda za reaktorsko nuklearno gorivo. Cirkonij je u spojevima uglavnom četverovalentan. Najvažniji je spoj cirkonijev(IV) oksid, ZrO2, koji ima vrlo visoko talište (2700 °C) pa se rabi za izradbu vatrostalnoga materijala, keramike i bijelog emajla.

### Titanij
Titanij je kemijski element (atomski broj 22, relativna atomska masa 47,90). Titanij je srebrnobijeli laki metal s talištem približno 1670 °C i gustoćom 4,5 g/cm³. Tvrd je poput čelika, krt, može se hladno valjati i rastezati u žice. Topljiv je samo u fluorovodičnoj i vrućoj solnoj kiselini, postojan je na zraku i u morskoj vodi i otporan na kemikalije i koroziju. Otkrio ga je 1791. britanski mineralog William Gregor, a 1795., neovisno, i M. H. Klaproth. Titanij pripada među najobilnije kemijske elemente Zemljine kore. Za njegovo su dobivanje prikladni minerali rutil i ilmenit, od kojih se prvo dobiva titanijev dioksid (TiO2), zatim tetraklorid (TiCl4) te konačno redukcijom s magnezijem ili natrijem metalni titanij. Velike količine titanija dobivaju se u obliku slitine sa željezom (ferotitanij), koja služi za legiranje čelika. Titanij se, čist ili u obliku slitina, rabi kao vrijedan tehnički materijal u proizvodnji čvrstih i laganih dijelova za aerotehniku, raketnu tehniku i astronautiku, u gradnji turbina i kompresora, brodova i podmornica, posebno dijelova strojeva i opreme izloženih morskoj vodi, korozijski otpornih uređaja za kemijsku i prehrambenu industriju, u medicini kao ugradbeni biomaterijal u kirurgiji, ortopediji (proteze), zubnoj tehnici (zubni implantati) i drugo. U spojevima titanij može biti u oksidacijskim stupnjevima +II, +III i +IV. Najvažniji je titanijev dioksid (titanijev(IV) oksid), TiO2, bijeli prah koji se u velikim količinama rabi kao najkvalitetniji bijeli pigment u bojama, lakovima i emajlima, u keramici, kozmetici, kao dodatak kaučuku i polimernim materijalima i slično. Titanijev karbid, TiC, crnosiva tvar metalna sjaja, rabi se kao tvrda faza u proizvodnji tvrdih metala te kao površinski sloj radno opterećenih strojnih dijelova.